# Postzegelveiling
Een postzegelveiling is een veiling speciaal voor postzegels en aanverwante zaken, zoals poststukken en filatelistische vakliteratuur.
Bij postzegelveilingen worden de objecten uitsluitend bij opbod verkocht. De hoogste bieder krijgt het object toegewezen.
De veiling kan in een zaaltje worden gehouden, waarbij de bieders op de veilingkavels fysiek aanwezig zijn en tegen elkaar opbieden. Een bieder die niet aanwezig kan of wil zijn, kan van tevoren per post of per e-mail een schriftelijk bod uitbrengen. De veilingmeester biedt dan voor hem en als niemand in de zaal een hoger bod uitbrengt, wordt het kavel aan hem toegewezen. Hij ontvangt dan schriftelijk bericht van het veilinghuis dat hij het kavel gewonnen heeft. Sommige postzegelveilingen werken uitsluitend met schriftelijke biedingen; een zaaltje komt er dan niet meer aan te pas.
De laatste decennia is ook op het gebied van postzegels de online veiling in opkomst. Potentiële kopers kunnen een online bod uitbrengen. Er zijn online veilingen die uitsluitend postzegels en aanverwante zaken aanbieden, maar algemene websites zoals bijvoorbeeld eBay en Marktplaats verkopen ook veel postzegels.
Filatelistische veilinghuizen laten vóór de veiling een veilingcatalogus drukken, waarin foto’s van de topstukken zijn opgenomen. De catalogus wordt toegestuurd aan de vaste klanten. Vaak houdt het veilinghuis kijkdagen, zodat de potentiële kopers van tevoren een blik kunnen werpen op de kavels waarvoor zij belangstelling hebben. Schriftelijke bieders moeten het meestal doen met de afbeelding in de catalogus.
Sinds de opkomst van het internet zet de veilinghouder zijn laatste catalogus vaak op zijn website, zodat ook anderen dan de vaste klanten erin kunnen bladeren en mee kunnen bieden. Internetveilingen laten doorgaans geen catalogus meer maken; alle kavels zijn afgebeeld op hun website.

## Gang van zaken
Filatelistische veilinghuizen hebben zulke hoge kosten dat kavels van enkele tientjes doorgaans niet lonend zijn. Ze verkopen alleen duurdere postzegels of poststukken en verzamelingen van postzegels of poststukken waarvan ze een redelijke opbrengst verwachten. Als een verkoper een postzegelverzameling laat veilen, zal de veilinghouder de duurdere zegels eruit halen en apart veilen. Wat overblijft, wordt als verzameling geveild.
De veilinghouder brengt een provisie of commissie in rekening aan zowel de koper als de verkoper. Bij de koper wordt de commissie bij de koopprijs opgeteld, bij de verkoper wordt de commissie van de verkoopprijs afgetrokken. Soms betaalt alleen de verkoper een commissie. Dat gebeurt bijvoorbeeld bij eBay. Doorgaans brengt de veilinghouder ook een klein bedrag per kavel extra in rekening, het tafelgeld.
Bij traditionele postzegelveilingen kan de koper zijn gekochte kavel(s) zowel komen ophalen als laten opsturen. In dat laatste geval zijn de portokosten voor hem. Zeer omvangrijke kavels (zoals een paar jaargangen van een filatelistisch tijdschrift) kunnen soms alleen worden opgehaald.
Bij een schriftelijke veiling of een internetveiling is doorgaans alleen opsturen van de gekochte kavels mogelijk. Bij internetveilingen worden vaak ook wat minder dure kavels geaccepteerd, die voor de traditionele postzegelveilingen niet aantrekkelijk zijn.

## Verenigingsveiling
Veel postzegelverenigingen houden op hun bijeenkomsten een verenigingsveiling. De leden kunnen kavels inbrengen en andere leden kunnen die kopen. Per verkocht kavel houdt de vereniging een deel van de opbrengst zelf. Een voordeel van een verenigingsveiling is dat daar ook goedkopere kavels kunnen worden aangeboden, die voor een commerciële postzegelveiling niet aantrekkelijk zijn.
De meeste verenigingsveilingen accepteren ook schriftelijke biedingen en zijn bereid gewonnen kavels per post op te sturen.

## Bekende postzegelveilingen

### Nederland
Bekende postzegelveilingen in Nederland zijn:
- Van Dieten Postzegelveilingen in Roermond
- Postzegelveiling Leopardi in Nijverdal
- De Nederlandsche Postzegel- en Muntenveiling in Weesp
- Rietdijk Veilingen in Den Haag

Ook binnen de postzegelveilingen is nog specialisatie mogelijk. Zo veilt Boekenland in Zwijndrecht uitsluitend filatelistische vakliteratuur.

### België
In België is actief:
- Van Looy & Van Looy in Antwerpen

### Internationaal
Een paar bekende veilinghuizen in andere landen zijn:
- Corinphila in Zürich (dat tussen 2010 en 2025 een dependance in Amstelveen had)[1]
- David Feldman met kantoren in Genève, Hongkong en New York
- Reinhard Fischer in Bonn
- Heinrich Köhler in Wiesbaden
- Stanley Gibbons in Londen: de producent van postzegelcatalogi is tevens veilinghouder